# Kotaro en solo
Kotaro en solo (コタローは1人暮らし, Kotarō wa Hitori Gurashi) est un manga créé par Mami Tsumura. Prépublié dans le magazine Big Comic Superior, il est édité par Shōgakukan du 13 mars 2015 au 9 juin 2023. La version française est publiée par Panini Manga depuis le 3 avril 2024.
Une adaptation en anime est diffusée sur Netflix le 10 mars 2022.

## Synopsis
Sans parents ni famille, Kotaro Satō, un garçon de quatre ans, emménage dans l'appartement 203 de la résidence Shimizu. Il y rencontre Shin Karino, un mangaka.

## Personnages
Kotaro Satō (さとう コタロー, Satō Kotarō)
Voix japonaise : Rie Kugimiya, voix française : Estelle Darazi
Shin Karino (狩野 進, Karino Shin)
Voix japonaise : Toshiki Masuda, voix française : Bruno Méyère
Isamu Tamaru (田丸 勇, Tamaru Isamu)
Voix japonaise : Junichi Suwabe, voix française : Julien Chatelet
Mizuki Akitomo (秋友 美月, Akitomo Mizuki)
Voix japonaise : Saori Hayami, voix française : Sophie Planet
Ayano Kobayashi (小林 綾乃, Kobayashi Ayano)
Voix japonaise : Yumiri Hanamori (en), voix française : Christèle Billault
Aota (青田)
Voix japonaise : Soma Saito, voix française : Bastien Bourlé
Ryōta (亮太)
Voix japonaise : Kaito Ishikawa, voix française : Maxime Hoareau
Tōko Futaba (二葉 透子, Futaba Tōko)
Voix japonaise : Yuuka Morishima, voix française : Valérie Bachère
Takuya (タクヤ)
Voix japonaise : Minami Shinoda, voix française : Cécile Gatto

## Manga
Kotaro en solo, scénarisé et illustré par Mami Tsumura, a été édité parmi les seinen du Shōgakukan après avoir été prépublié dans le magazine Big Comic Superior du 13 mars 2015 au 9 juin 2023. Les chapitres publiés ont été compilés en dix volumes,.

### Liste des volumes
| no | Japonais          | Japonais          | Français          | Français          |
| no | Date de sortie    | ISBN              | Date de sortie    | ISBN              |
| -- | ----------------- | ----------------- | ----------------- | ----------------- |
| 1  | 28 décembre 2015  | 978-4-09-187355-2 | 3 avril 2024      | 979-10-391-2396-9 |
| 2  | 30 septembre 2016 | 978-4-09-187788-8 | 2 mai 2024        | 979-10-391-2479-9 |
| 3  | 30 août 2017      | 978-4-09-189625-4 | 10 juillet 2024   | 979-10-391-2639-7 |
| 4  | 30 mai 2018       | 978-4-09-189882-1 | 11 septembre 2024 | 979-10-391-2396-9 |
| 5  | 30 janvier 2019   | 978-4-09-860211-7 |                   |                   |
| 6  | 30 octobre 2019   | 978-4-09-860411-1 |                   |                   |
| 7  | 30 septembre 2020 | 978-4-09-860717-4 |                   |                   |
| 8  | 30 septembre 2021 | 978-4-09-861152-2 |                   |                   |
| 9  | 30 juin 2022      | 978-4-09-861322-9 |                   |                   |
| 10 | 30 août 2023      | 978-4-09-862552-9 |                   |                   |

## Anime
En septembre 2021, une adaptation animée original est annoncée par la plateforme Netflix. La série est animée par Liden Films et réalisée par Tomoe Makino, sur un scénario de Hiroshi Satō, une conception des personnages de Tomomi Kimura et une musique composée par Yūya Mori. La première saison a été diffusée à l'international sur Netflix le 10 mars 2022.
Les dix épisodes, sans titre, sont numérotés de un à dix et durent entre 26 et 27 minutes.

## Accueil
En septembre 2021, le manga comptait plus d'1,4 million d'exemplaires vendus ; en juin 2022, il en comptabilisait plus d'1,7 million. En 2018, aux côtés de La La La (en), le manga remporte le prix du manga électronique dans la catégorie garçons.